# Guira (muziekinstrument)

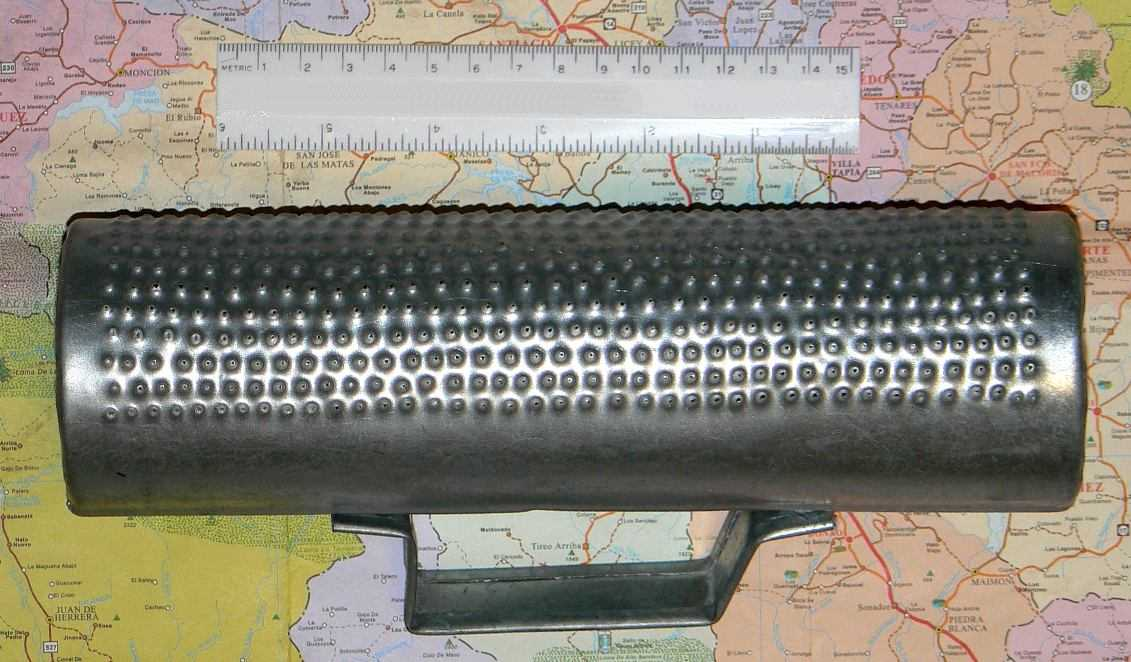
Guira uit de Dominicaanse Republiek

Een guira (Spaans: güira) is net als de guiro een cilindervormig muziekinstrument, maar dan gemaakt van metaal en wordt bespeeld
met een schraper in de vorm van een vork. De guira wordt gebruikt in de Dominicaanse merengue en bachata.